# 鷲林寺町

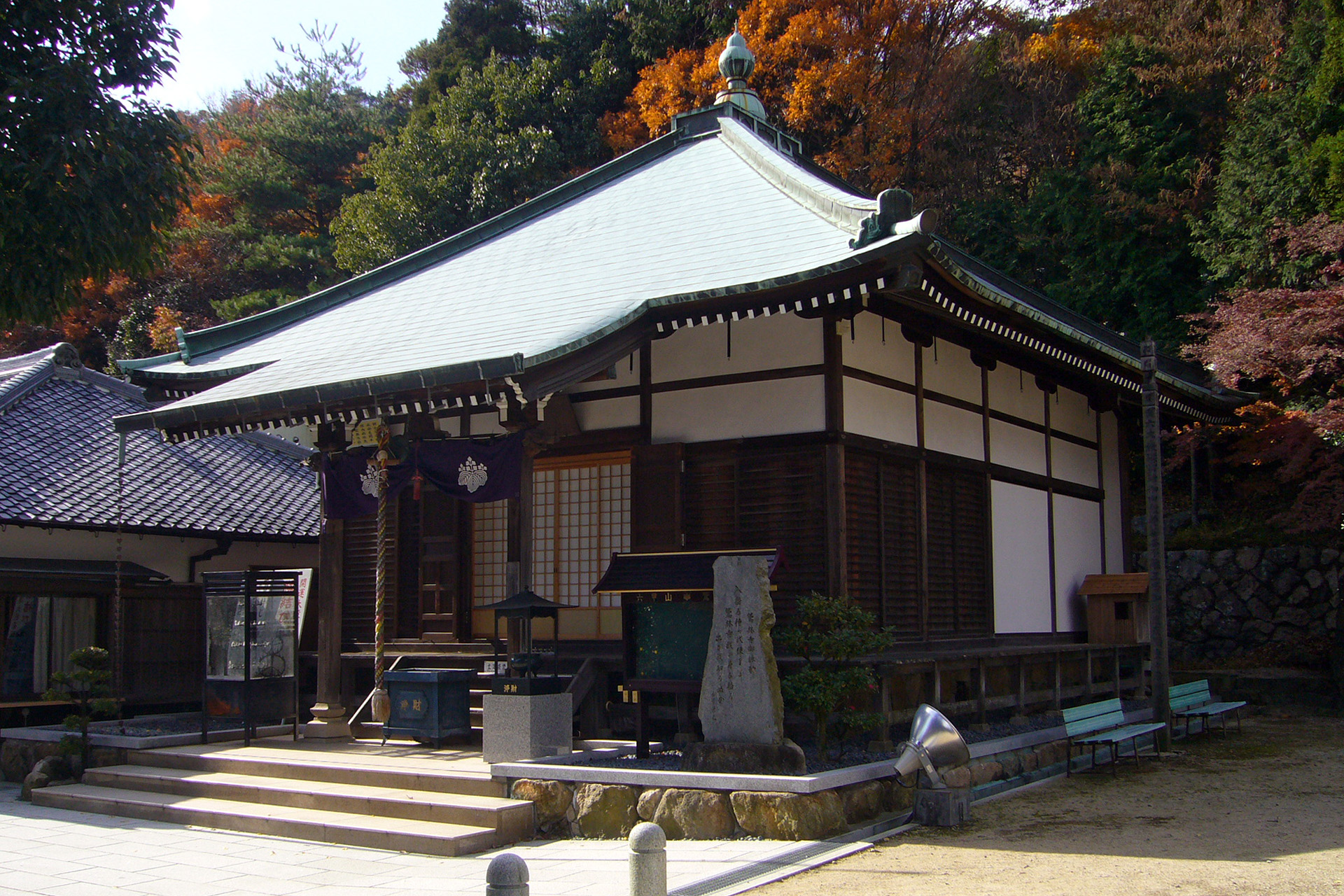
鷲林寺

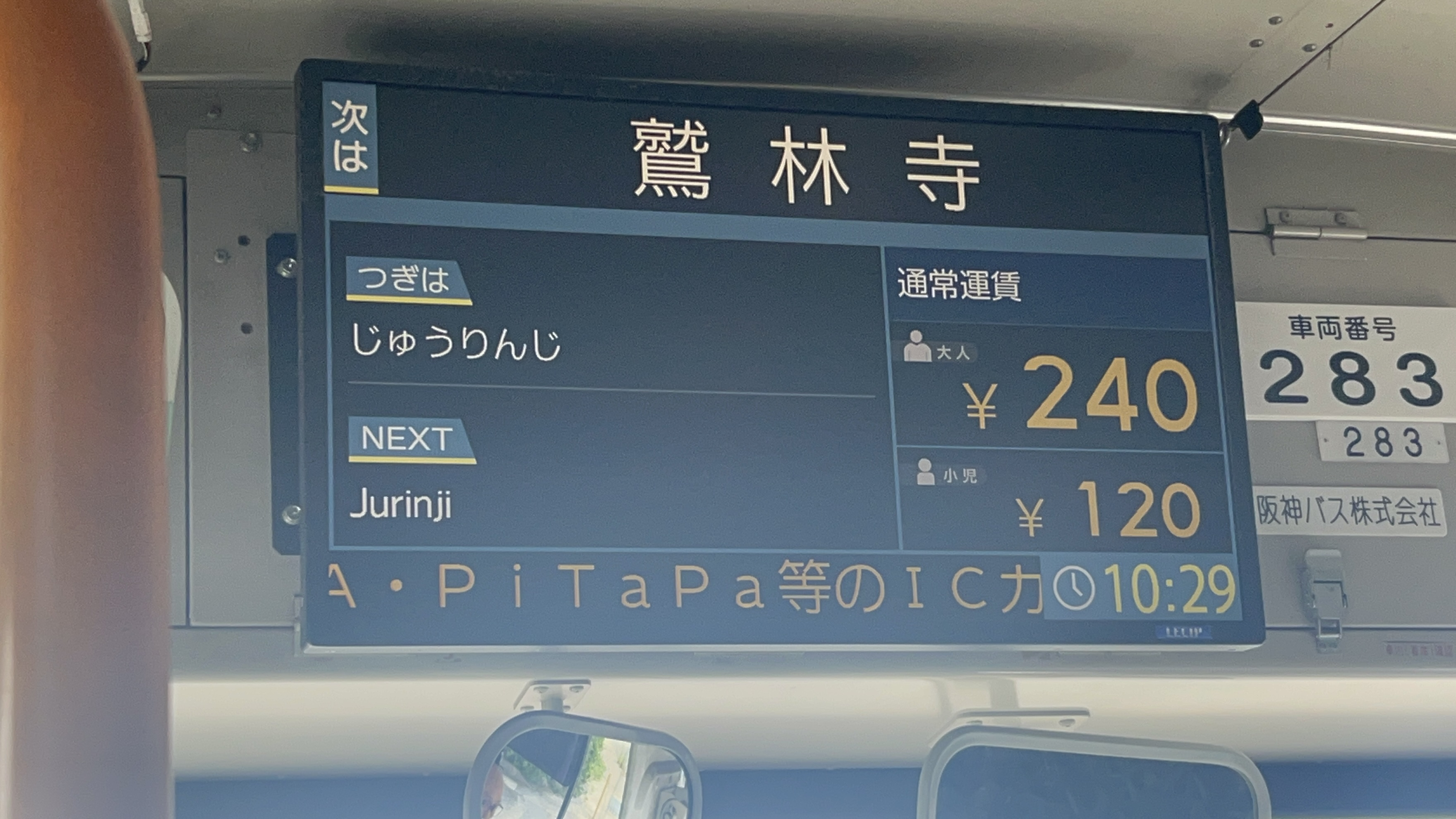
阪神バス鷲林寺停留所案内

鷲林寺町（じゅうりんじちょう）は、兵庫県西宮市にある町丁。丁目はない。郵便番号は662-0003。座標: 北緯34度46分30.979秒 東経135度18分32.914秒 / 北緯34.77527194度 東経135.30914278度

## 地理
東・北は鷲林寺、西は越水、南は鷲林寺南町と隣接している。

## 交通

### 鉄道
鉄道は走っていない。

### バス
| 路線名   | 業者     | 起点   | 町内の停留所             | 終点   |
| -------- | -------- | ------ | ------------------------ | ------ |
| 鷲林寺線 | 阪神バス | (環状) | (鷲林寺)-鷲林寺-(北山町) | (環状) |

## 校区
出典:
| 区域 | 小学校       | 中学校       |
| ---- | ------------ | ------------ |
| 全域 | 苦楽園小学校 | 苦楽園中学校 |

## 施設
- 鷲林寺